# Joe's So Mean to Josephine
Joe's So Mean to Josephine é o primeiro filme de longa-metragem do cineasta canadense Peter Wellington, lançado em 1996. O filme ganhou naquele ano o Claude Jutra Award (Prêmio Claude Jutra) para melhor longa-metragem por um diretor de estreia.
O elenco do filme inclui Eric Thal, Sarah Polley, Don McKellar, Waneta Storms, Jason Cadieux, Tracy Wright, Semi Chellas e Rachel Luttrell.